# Magdelin Martínez
Magdelin Martínez (Camagüey, Cuba, 10 de febrero de 1976) es una atleta italiana de origen cubano, especialista en la prueba de triple salto, en la que ha logrado ser medallista de bronce mundial en 2003.

## Carrera deportiva
En el Mundial de París 2003 ganó la medalla de bronce en el triple salto, con un salto de 14.90 metros, quedando tras la rusa Tatyana Lebedeva (oro con 15.18 metros) y la camerunesa Françoise Mbango Etone (plata con 15.05 metros).